# Stenonartonia rejectoides
Stenonartonia rejectoides (лат.) — вид одиночных ос рода Stenonartonia (Eumeninae). Южная Америка.

## Распространение
Южная Америка: Бразилия.

## Описание
Осы среднего размера с желтовато-буровато-черной окраской тела, длина около 1 см. От близких родов отличается следующими признаками: наличием тергита Т1, угловато изогнутого сверху и с высоким поперечным килем; резко очерченной проподеальной впадиной, покрытой волосками; дорсум метасомы покрыт короткими волосками, не заслоняющим тегумент. Своей окраской Stenonartonia rejectoides напоминает социальную осу Polybia rejecta, включая метасому с красноватым оттенком (за счёт прижатых волосков у этого вида) и ярко-оранжево-черно-коричневые двухцветные крылья. Вид был впервые описан в 2011 году бразильским энтомологом Bolívar R. Garcete-Barrett (Laboratório de Biologia Comparada de Hymenoptera, Departamento de Zoologia, Universidade Federal do Paraná, Куритиба, Парана, Бразилия).